# Легенда о Керете
«Легенда о Керете», также известная как «Эпос о Кирте», представляет собой древнюю угаритскую эпическую поэму датируемую поздним бронзовым веком, примерно 1500—1200 гг. до н. э. В нем рассказывается миф о короле Керете из Хубура. Это один из угаритских текстов.

## История
Эпическая история Керети, написанная на трёх прямоугольных глиняных табличках, раскопана группой французских археологов в Угарите, Сирия в 1930-31 году. Текст написан угаритским клинописью (хотя шрифт внешне похож на месопотамскую клинопись, между ними нет прямой связи). Не все найденные таблички хорошо сохранились, а некоторые таблички с окончанием истории отсутствовали. Таблички были написаны Илимилку, первосвященником, который также был писцом Мифа о Ваале (часть цикла Ваала) и Легенды об Акхате, двух других известных угаритских эпических поэм, обнаруженных на территории Рас-Шамра.
Первоначальный французский перевод табличек был опубликован французским археологом Шарлем Виролло в монографии 1936 года, а затем в журнале Syria. Впоследствии появилось значительное количество других переводов на многие языки. Среди них широко используются переводы Гинзберга (1946) и Херднера (1963). Некоторые из более современных переводов включают Гордон (1977), Гибсон (1978), Куган (1978), и Гринштейн (1997).
Таблички Керет хранятся в Национальном музее Алепа, Сирия.

## История Керета, описанная на табличках
Король Керет из Хубура (или Хубуру), несмотря на то, что он считался сыном самого великого бога Эля, был поражён многими несчастьями. Хотя у Керета было семь жен, все они либо умерли при родах, либо от различных болезней, либо бросили его, а у Керета не было выживших детей. В то время как у его матери было восемь сыновей, Керет был единственным, кто выжил, и у него не было членов семьи, которые могли бы его сменить, и он видел свою династию в руинах.
Керет молился и оплакивал свое положение. Во сне бог Эль явился Керету, который умолял его о наследнике. Эль сказал Керету, что он должен начать войну против королевства Удум и потребовать, чтобы дочь царя Пубалы из Удума была отдана ему в жёны, отказавшись от предложений серебра и золота в качестве платы за мир.
Керет последовал совету Эля и отправился в Удум с большим войском. По пути он остановился у святыни Атират, богини моря, и помолился ей, пообещав дать ей большую дань золотом и серебром, если его миссия увенчается успехом.
Затем Керет осадил Удум и, в конце концов, победил и вынудил царя Пубалу отдать свою дочь (в некоторых переводах внучку) Харию замуж за Керета. Керет и Хария поженились, и она родила ему двух сыновей и шесть дочерей. Однако Керет нарушил свое обещание, данное богине Атират, заплатить ей золотую и серебряную дань после женитьбы.
[На этом этапе история прерывается из-за повреждения табличек]. Когда история возобновляется, дети Керета подросли.
Богиня Атират разозлилась на нарушенное обещание Керета и поразила его смертельной болезнью. Семья Керета плакала и молилась за него. Его младший сын, Эльху, жаловался, что человеку, который, как говорили, был сыном самого великого бога Эля, нельзя позволить умереть. Керет просил только свою дочь Татманат, страсть которой была самой сильной, молиться за него богам. Пока Татманат молилась, земля сначала становилась сухой и бесплодной, но в конце концов её орошал сильный дождь.
В то время боги обсуждали судьбу Керета. Узнав о нарушении обещания Керета Атирату, Эль стал на сторону Керета и сказал, что обет Керета необоснован и что Керет не должен его сдерживать. Затем Эль спросил, может ли кто-нибудь из других богов вылечить Керета, но никто не пожелал это сделать. Тогда Эль сам совершил некоторую божественную магию и создал крылатую женщину, Шатикту, с силой исцелять Керет. Шатикту охладила лихорадку Керета и вылечила его от болезни. Через два дня Керет выздоровел и снова занял свой престол.
Тогда Ясуб, старший сын Керета, подошёл к Керету и обвинил его в лени и недостойности престола и потребовал от того отречься. Керет рассердился и наложил ужасное проклятие на Ясуба, прося Хорону, повелителя демонов, разбить череп Ясуба.
На этом этапе история прерывается, и кажется, что конец текста отсутствует. Хотя конец легенды неизвестен, многие ученые предполагают, что впоследствии Керет потерял всех своих детей, кроме одной дочери, которая стала его единственной наследницей.

## Изучение и интерпретация
С момента открытия в начале 1930-х годов «Легенда о Керете» стала предметом активного научного исследования и породила множество (часто противоречивых) аналогий и интерпретаций. Большинство ученых согласны с тем, что Керет — это чисто мифическая фигура, хотя не исключено, что некоторые отдельные аспекты мифа действительно имеют историческую основу. Сайрус Гордон утверждал: «Это предвосхищает мотив Елены Троянской в „Илиаде“ и „Бытии“, тем самым устраняя разрыв между двумя литературными произведениями». Помимо научных исследований древних литературных традиций, «Эпос о Керете» часто обсуждается в библейских исследованиях и при изучении истории религии.